# Jelena Małachowa
Jelena Małachowa, ros. Елена Малахова (ur. 25 czerwca 1962) – rosyjska lekkoatletka specjalizująca się w biegach sprinterskich. W czasie swojej kariery reprezentowała Związek Socjalistycznych Republik Radzieckich.
Największy sukces na arenie międzynarodowej odniosła w 1979 r. w Bydgoszczy, zdobywając srebrny medal mistrzostw Europy juniorek w biegu sztafetowym 4 x 100 metrów. Startowała również w finale biegu na 100 metrów, zajmując V miejsce.